# 34
Glej tudi: število 34
34 (XXXIV) je bilo navadno leto, ki se je po julijanskem koledarju začelo na petek.

## Dogodki
- 1. januar

## Smrti
- * Artaksij III. Armenski (* 13 pr. n. št.)